# Palatul Schönborn-Batthyány

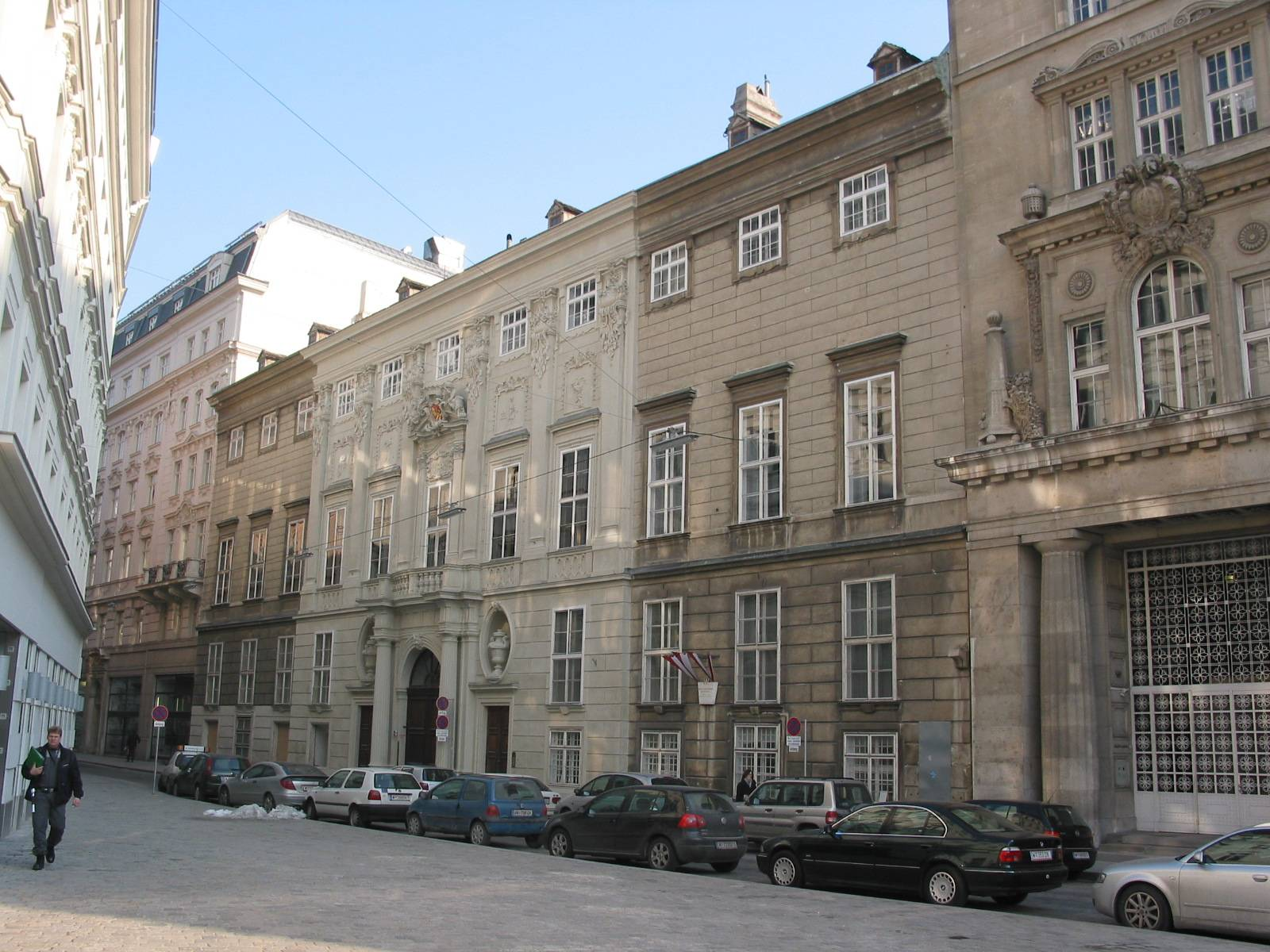
Palais Schönborn-Batthyány in Vienna

Palatul Schönborn-Batthyány este un palat în stil baroc din cartierul Innere Stadt, Viena, Austria. 

## Istorie
Istoria sa se începe când guvernatorul Croației, feldmareșalul Adam, conte Batthyany a obținut proprietatea în 1698 incluzând și actualul Schleglhof, o adevărată moșie, care fusese în posesia lui Johann Gasser și a familiei soției acestuia și apoi în posesia lui Michael, conte Sinzendorf.
Palatul a fost construit după planurile membrilor familiei Schleglhof (1699-1706) și după planurile lui Johann Bernhard Fischer von Erlach.
În anul 1740 posesorul lui a devenit Friedrich Karl von Schonborn. Sub îndrumarea lui, interiorul clădirii a fost rearanjat și mobilat cu mobilă și picturile aduse de la palatul grădină din Alservorstadt.
În 1846 a fost recondiționat, a suferit distrugeri în cel de al Doilea Război Mondial dar a fost din nou restaurat în 1960. În încăperi pot fi admirate decorațiile Rococo, iar fațada este decorată cu figuri. 